# Bataille de Bolimov
Première Guerre mondiale
Batailles
Front d'Europe de l’Est
- Stallupönen (08-1914)
- Gumbinnen (08-1914)
- Tannenberg (08-1914)
- Île d'Odensholm (08-1914)
- Lemberg (08-1914)
- Krasnik (08-1914)
- Komarów (08-1914)
- Lacs de Mazurie (I) (09-1914)
- Przemyśl (09-1914)
- Vistule (09-1914)
- Łódź (11-1914)
- Limanowa (12-1914)
- Bolimov (01-1915)
- Zwinin (02-1915)
- Lacs de Mazurie (II) (02-1915)
- Przasnysz (02-03-1915)
- Schaulen (04-07-1915)
- Gorlice-Tarnów (05-1915)
- Boug (06-08-1915)
- Narew (07-08-1915)
- Novogeorgievsk (08-1915)
- Varsovie (08-1915)
- Sventiany (09-1915)
- Lac Narotch (03-1916)
- Offensive Broussilov (06-1916)
- Offensive de Baranavitchy (07-1916)
- Turtucaia (09-1916)
- Offensive Flămânda (09-1916)
- Argeș (12-1916)
- Offensive Kerenski (07-1917)
- Bataille de Riga (09-1917)
- Opération Albion (09-10-1917)
- Mărășești (08-1917)
- Traité de Brest-Litovsk (03-1918)
- Traité de Brest-Litovsk (03-1918)
- Bakhmatch (03-1918)

Front d'Europe de l’Ouest
Front italien
Front des Balkans
Front du Moyen-Orient
Front africain
Bataille de l'Atlantique
La bataille de Bolimov (ou Bolimów) fut livrée entre les troupes de l’Empire russe et celles de l’Empire allemand le 31 janvier 1915 à Bolimów près de Łódź, en Pologne russe, sur le Front de l’Est pendant la Première Guerre mondiale. Elle est considérée comme un préliminaire de la seconde bataille des lacs de Mazurie.

## Déroulement de la bataille

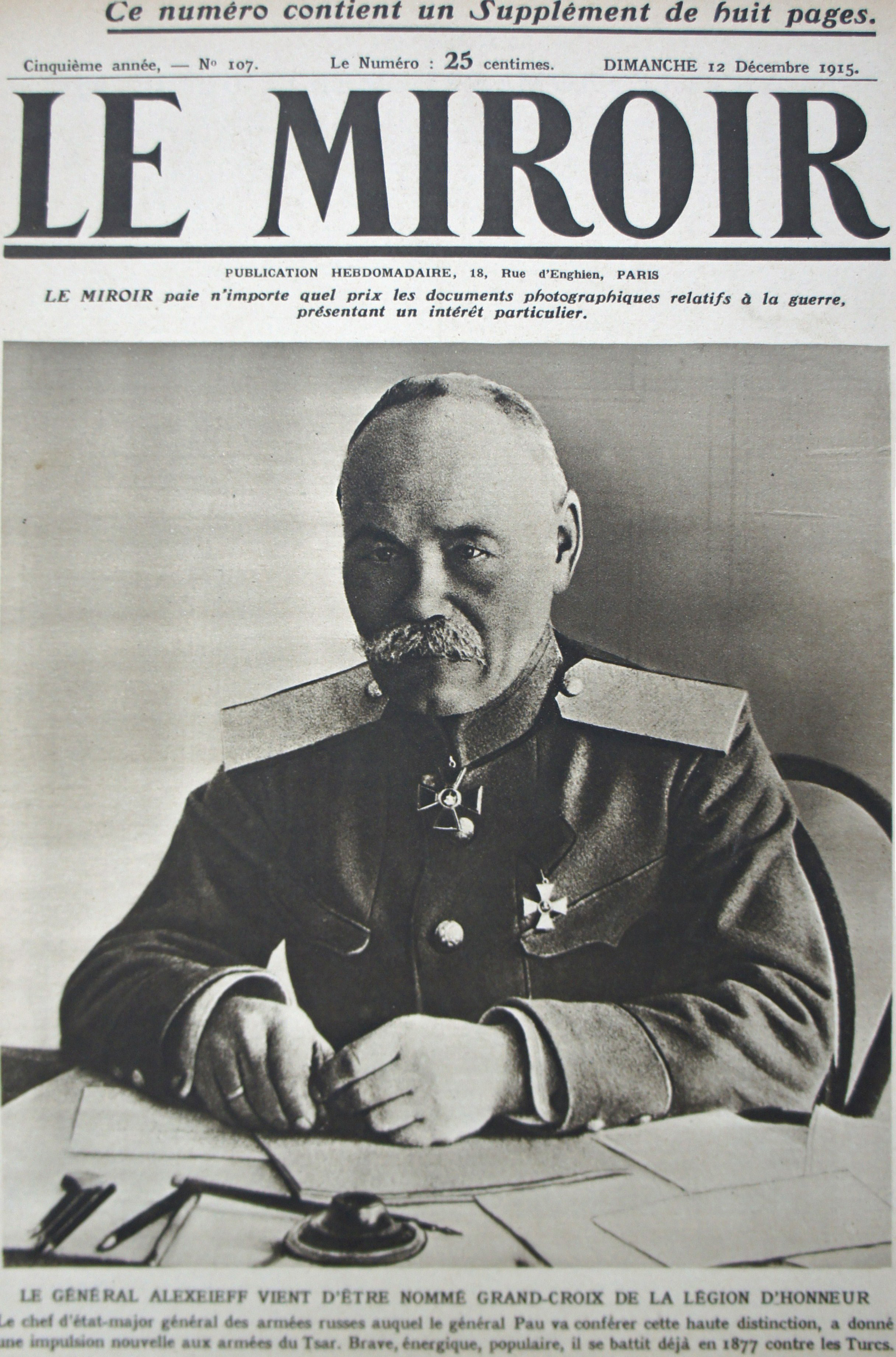
Le général Alekseïev en 1915

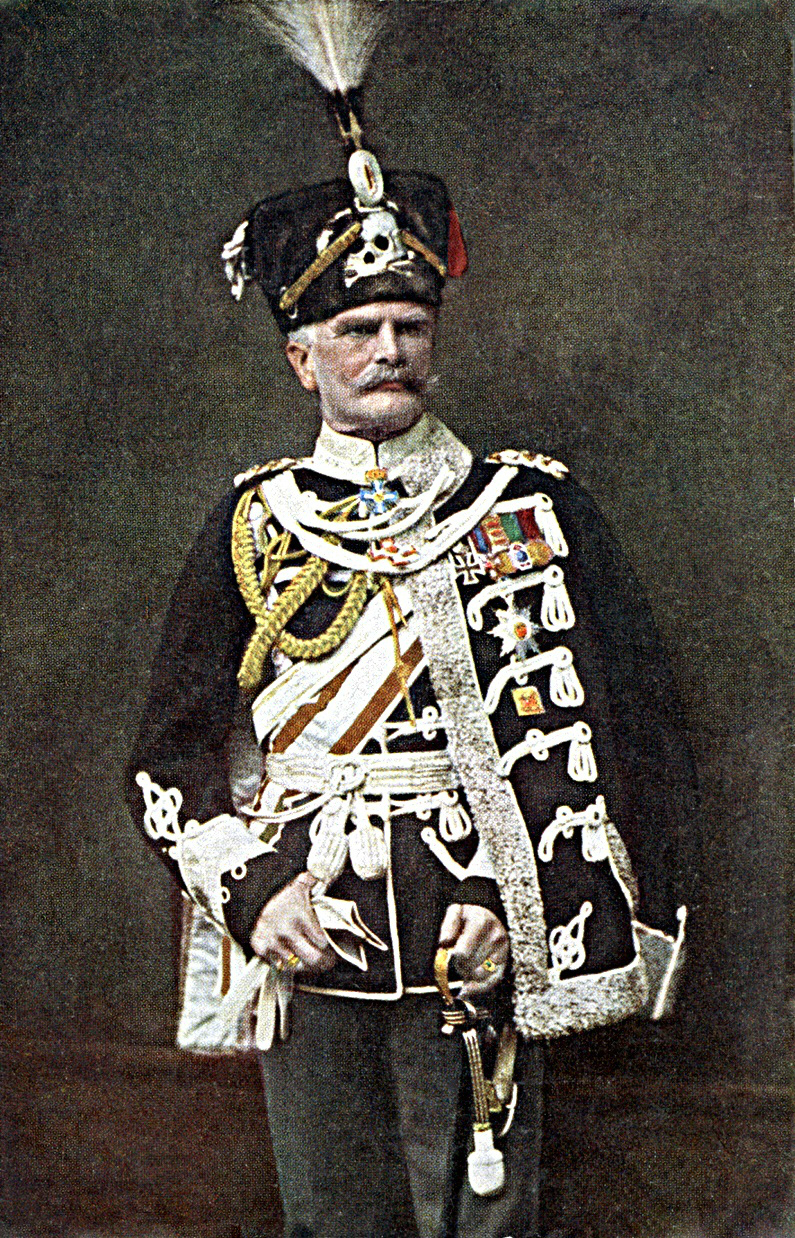
Le général von Mackensen en 1915

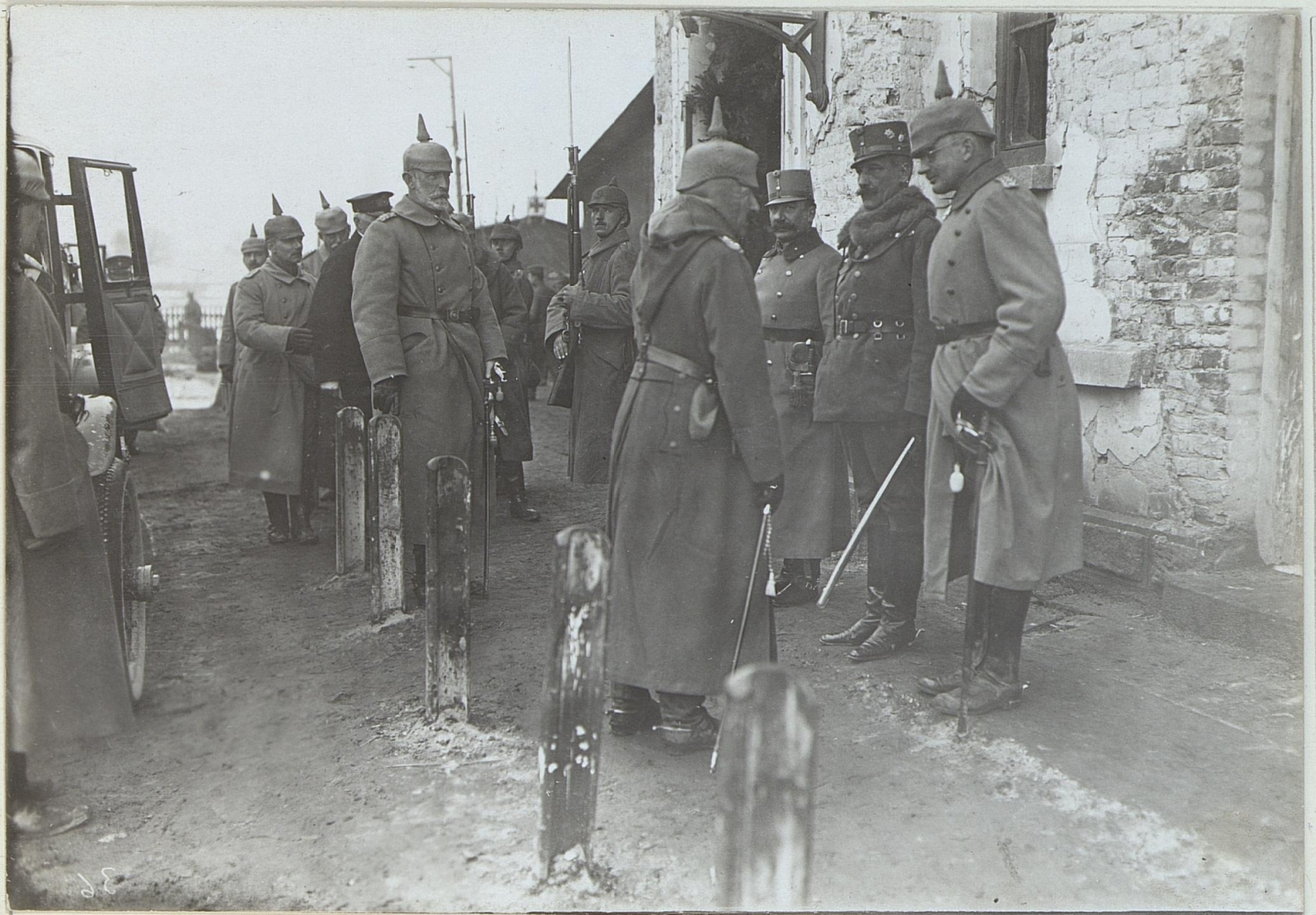
Le kaiser Guillaume II (empereur allemand) en 1915 en visite des troupes à la gare de Berejany.

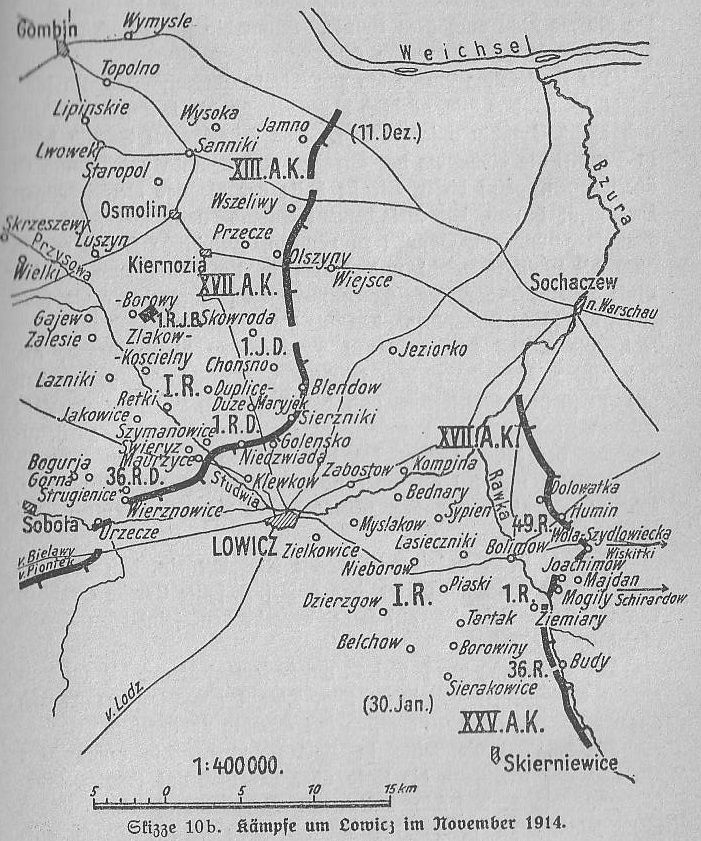
La bataille de Bolimów entre la Vistule (Weichsel, au nord) et la ville de Łowicz (au sud)

La 9e armée allemande, sous les ordres du général August von Mackensen, lance une attaque sur Varsovie. L’offensive, qui deviendra la bataille de Bolimov, débute avec 600 pièces d’artillerie qui bombardent les positions Russes avec 18 000 obus de gaz toxiques (bromure de xylyle) - c’est la première fois que le gaz est utilisé dans la guerre. Cependant, le froid intense et les vents contraires minimisent l’impact des gaz toxiques au point que les Russes remarquent à peine leur présence et n’informent pas leurs alliés. Les contre-attaques russes du 6 février permettent de regagner le terrain perdu, au prix de 40 000 pertes russes. Les pertes allemandes s’élèvent à 20 000 hommes.

## Opérations conjointes
La bataille de Bolimov est en fait une attaque de diversion destinée à tromper les Russes sur la véritable nature de la future offensive des Allemands et des Austro-Hongrois. Dirigée par le maréchal Paul von Hindenburg, l’offensive générale, qui doit débuter le 7 février, prévoit de prendre en tenaille les forces russes. Dans le nord, deux armées allemandes, la 8e et la 10e, sont prêtes à attaquer par le nord-est depuis la région des lacs de Mazurie en Prusse-Orientale.
Une autre offensive coordonnée doit se déclencher au sud dans la bataille des Carpates : trois armées austro-allemandes sont prêtes à attaquer en direction de la province austro-hongroise de Galicie, dont la majeure partie a été prise par les Russes en 1914. L’armée du Sud allemande, commandée par le général Alexander von Linsingen, a ordre de se diriger vers la forteresse de Lemberg (Lviv), perdue par les Austro-Hongrois le 3 septembre 1914. La 7e armée austro-hongroise du général Karl von Pflanzer-Baltin soutient l’offensive contre les troupes russes. La 3e armée austro-hongroise du général Borojević est chargée de briser la ligne russe aux environs de Przemyśl, dont la garnison austro-hongroise est assiégée, sauf une interruption de quelques jours, depuis septembre 1914.